# マリアカルラ・ボスコーノ

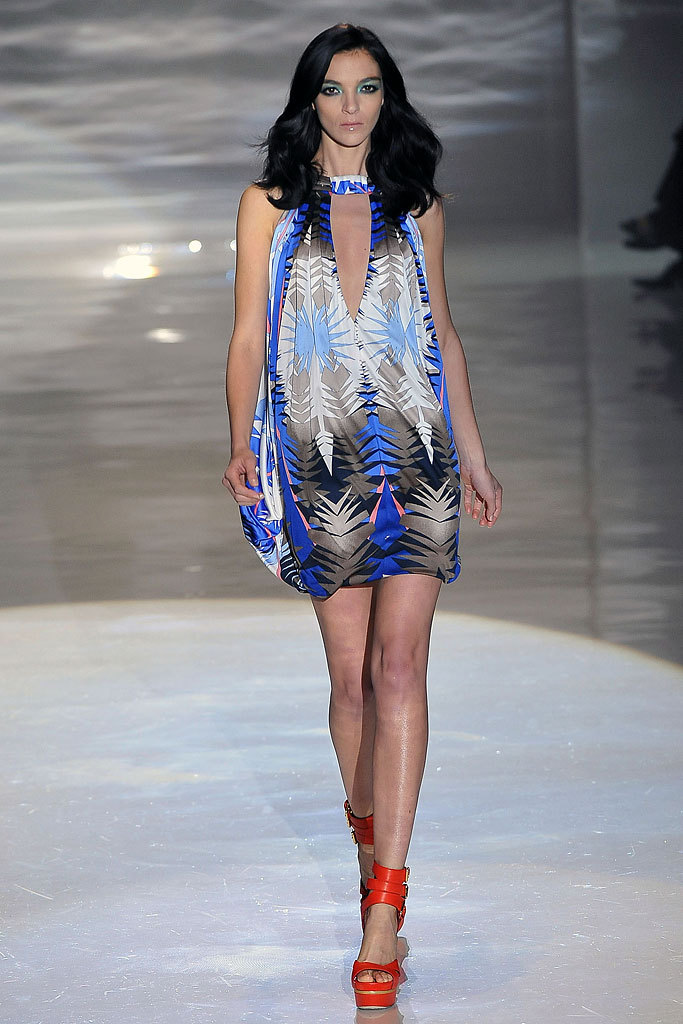
マリアカルラ・ボスコーノ

マリアカルラ・ボスコーノ （Mariacarla Boscono, 1980年9月20日 - ）は、イタリア出身のファッションモデル。私服の着こなしの上手さから、しばしばバックステージでの姿がスナップに収められる。ウーマン・ミラノ所属。身長177センチ。
ローマで生まれるが、父親の仕事の都合により幼い頃から国外で育った。初等教育を受けたのはプロビデンスやキー・ウェストであったが、娘をイタリアで教育を受けさせるため両親は再び帰国。しかしマリアカルラが9歳の時に一家はアフリカへ移り住み、マリンディとモンバサに近い村で暮らした。
17歳の時、モデルにスカウトされるが学業を優先させた。高校卒業後、ニューヨークへ移り、DNA Model Managementと契約。ヴォーグの表紙を皮切りに、多くのメゾンのショーに引っ張りだことなった。シャネル、ブルマリン、エトロ、ジバンシィ、イヴ・サンローラン、ジャン・ポール・ゴルティエのキャンペーンモデルを務めた。スウェーデンのファッションブランド、H&M (Hennes & Mauritz) のスポークスウーマンを務めている。2006/2007秋冬コレクションでは、黒髪を金髪のベリーショートヘアにし、ジーン・セバーグのような出で立ちで注目を集めた。
2007春夏コレクション、2007秋冬コレクションには不参加。パリで行われたクリスチャン・ディオールの2007秋冬コレクションのランウェイに立ったが、既に髪を元の黒髪に戻した。